# Kościół św. Antoniego z Padwy w Knurowie
Kościół świętego Antoniego z Padwy – rzymskokatolicki kościół parafialny należący do dekanatu Knurów archidiecezji katowickiej. Znajduje się w Krywałdzie, dzielnicy Knurowa.
Świątynia została wzniesiona w 1908 roku jako zakładowa cechownia prochowni. Od 1921 roku w byłej cechowni, po tragicznych eksplozjach w latach 1920 i 1921 zaczęły być odprawiane regularnie nabożeństwa dwa razy w miesiącu, którym przewodniczył ksiądz Paweł Staffa z Wilczy. Od 1927 roku niedzielne msze święte i nabożeństwa liturgiczne były sprawowane przez duchownych z kościoła św. Wawrzyńca, następnie z kościoła świętych Cyryla i Metodego w Knurowie. W 1930 roku został zakupiony ołtarz, wykonany przez Pawła Keisera z Rybnika. W 1936 roku do kaplicy została dostawiona zakrystia; W dniu 1 września 1966 roku przy kościele erygowana została stacja duszpasterska, a jej pierwszym rektorem został ksiądz Tadeusz Milik. W latach 1968–1969 został zmieniony ołtarz główny, zgodnie z zaleceniami Soboru Watykańskiego II, stary ołtarz główny oraz dwa boczne zostały zdemontowane. W dniu 6 marca 1981 roku przy kościele została erygowana parafia pod wezwaniem św. Antoniego z Padwy.